# Julien Klener
 (avril 2013).
Si vous disposez d'ouvrages ou d'articles de référence ou si vous connaissez des sites web de qualité traitant du thème abordé ici, merci de compléter l'article en donnant les références utiles à sa vérifiabilité et en les liant à la section « Notes et références ».
Julien, baron Klener, né en 1939 à Ostende en Belgique, est un linguiste et universitaire belge.

## Biographie
Enfant caché pendant la Seconde Guerre mondiale, il revient à Ostende en 1945 où il fait ses études primaires et secondaires. Diplômé en langues germaniques (BA) et sémitiques (BA, MA et doctorat), il apprend l'hébreu et l'araméen biblique, l'araméen talmudique, l'acadien, l'ugaritique, l'arabe coranique et une langue non-sémitique, l'indonésien. 
Il étudie aussi à Amsterdam et Jérusalem et obtint en 1977 une bourse Fullbright avec études à San Francisco. Pendant sa carrière à l'université de Gand, il enseigne en même temps, pendant 10 ans, à l'université de Liège. 
Après quelques années dans l'enseignement secondaire, il continue sa carrière à l'université de Gand  jusqu'en 2004, où il prend sa retraite. Il y enseigne le judaïsme comme entité culturelle, l'hébreu biblique, la grammaire comparée des langues afro-asiatiques, l'épigraphie sémitique et la sémitistique. 
Professeur invité à Paris, Madrid, Milan, Naples, Venise, Londres, New York, Dublin, Riga, Budapest, Florence, Amsterdam, Porto Alegre, etc., bien que professeur émérite, il a été invité à faire, depuis 2004 jusqu'en 2011, le cours de judaïsme à la Faculté de théologie et de sciences religieuses de la Katholieke Universiteit Leuven. Il enseigna jusqu'en 2022 à l'université libre de Bruxelles (araméen biblique et analyse philologique de textes bibliques) et à l'université d'Anvers (introduction au judaïsme).Il a été rappelé, comme professeur invité, par l' université de Gand, pour les années académiques 2018-2019 et 2019-2020. 
Il est membre titulaire honoraire de l'Académie royale des sciences d'outre-mer, dans la classe des Sciences morales et politiques. Il est en plus actif dans plusieurs organisations juives. Excellent orateur multilingues, il est régulièrement invité à prendre la parole, sur le plan national et international, concernant ses matières scientifiques et ses réflexions sur présent et l'avenir du judaïsme européen, p.e. au Parlement européen (2008, 2009, 2010, 2013,2015, 2016), à Berlin (2012), à Tel Aviv et à Jérusalem (2013, 2014, 2015), et à Ottawa et Montréal (2015), Washington et Luxembourg (2016). 
Entre 2000 et le printemps de 2015, il est le président du Consistoire central israélite de Belgique, la coupole représentative du judaïsme belge vis-a-vis des instances officielles nationales et fédérales. En sa qualité de président du Consistoire il entretenait des contacts suivis avec toutes les autorités du pays, souvent accompagné par les représentants des deux autres organisations faîtières juives du pays, le Forum der Joodse Organisaties de Flandre et le CCOJB, plutôt francophone. Le Consistoire fut pensé et fondé par l'empereur Napoléon Ier en 1808. Lors de la célébration du bicentenaire consistorial en 2008, Klener a l'auguste honneur d'organiser la venue de sa Majesté le Roi Albert II à la séance académique ayant lieu en la grande synagogue de Bruxelles. Événement exceptionnel et historique, puisque aucun autre roi n'assista à une cérémonie synagogale depuis l'indépendance de la Belgique en 1830.
De 2016 à 2018, il accepte la présidence de la Fondation Mémorial National aux Martyrs Juifs de Belgique. En 2016 il est nommé Président d' Honneur du Consistoire Central Israélite de Belgique.

## Publications
Klener publia environ 120 monographies et articles traitant de différents aspects des matières enseignées :
- Jews in China, General Introduction, in Jews in China, Univ. Gent, 1984, p. 7-14
- De uitverkiezing van Israël, in Uitverkoren, voorrecht of last?, OJEC-serie 7, Kampen, 1989, p. 12-30
- Spanish Jewry at the Eve of the Expulsion, in The Expulsion of the Jews and their Emigration to the Southern Low Countries (15th-16th C.), Leuven University Press, 1998, p. IX-XIX
- The Throne and Reign of David in the Apocrypha and Pseudepigrapha, in Cinquante-Deux Réflexions sur le Proche-Orient Ancien, offertes en Hommage à Léon De Meyer, Ed. Peeters, Louvain, 1994, p. 455-475
- Ba'al Milim, Liber Amicorum Julien Klener, ed. K. De Graef,, p.264, University of Ghent, 2004
- The Tanakh in the Jewish Tradition, in Sacred Books, pp.41-50, BAI publshers Antwerp, 2014

## Distinctions
Décorations civiques
- Médaille civique de première classe (1987)
- Croix civique de première classe (1999)

Ordres nationaux belges
- Officier de l'ordre de Léopold (1991)[1]
- Grand officier de l'ordre de la Couronne (2003)[1]
- Concession de noblesse héréditaire et du titre personnel de baron, accordée par le roi Albert II de Belgique en 2008. Sa devise est Memini ergo Ago (Je me souviens, donc j'agis)[1]
- Commandeur de l'Ordre de Léopold II[1]